# 月眉厝龍德廟
23°58′17″N 120°39′02″E / 23.971355°N 120.650461°E
月眉厝龍德廟，是位於臺灣南投縣草屯鎮碧峰里的保生大帝廟，主要由草屯林姓宗親輪祀，建築列為縣定古蹟，其與戴潮春事件有關的古匾被列為中華民國重要古物。

## 建物沿革

### 清治時期
主要居於月眉厝的草屯林氏分為守勤公派下的大長房、七房、六房及守玉公派下的塘房（唐房）、白鬚房、文房（鵝房）此六房。雖祖籍為漳州南靖，但信奉泉州同安人的鄉土神保生大帝。他們來臺灣後起初定居於今嘉義縣梅山鄉，不久遷居月眉厝，並醵資草創簡陋小祠於北投埔山麓，不久因水患將祠遷回月眉厝庄內，後因信徒日增，乃於乾隆五十八年（1793年）由六房的林浸捐獻土地，遷建於今之廟址，成為今日的月眉厝龍德廟。廟名「龍德」由來，是香火來自南靖縣龍德土樓。
當時乾嘉時期陸續來草屯開墾的林姓、李姓、簡姓、洪姓，形成日後的草屯四大姓，為了團結，四姓頭人在北投埔建了北投朝陽宮為共同信仰中心，此外還各有建月眉厝龍德廟、草屯敦和宮、草屯紫微宮、下茄荖永清宮作為自己宗親的共祀廟宇。
嘉慶八年（1803年）龍德廟稍事修建，至道光廿九年（1849年），分別由六房林文梅、塘房林水汴、鬚房林永讚等三人首倡，庄民醵資七百餘元重修，咸豐元年（1851年）竣工。主殿以黑磚土砌成，並搭配糯米紅糖調配的三合土，因構造堅固，歷經數次大水而未沖毀。

### 日治時期
1895年龍德廟因貓羅溪水患護龍塌毀，相傳廟前的榕樹救了不少人。1904年以林月明、林憨等人首倡修復，募款五百餘元修復。1919年再次重修。

### 戰後時期
戰後地址為草屯鎮碧峰里碧山路1158號。1952年，因拜亭毀損，六房林金江、林榮彬人首倡，醵資聘匠師雕塑龍柱。
1957年，由六房林金江之妻林陳查某首倡重修從祀神明，聘六房林祈洽、溪頭李錐彩繪，越二年僅完成正殿重修，但逢八七水災造成護龍塌毀而中斷修復工程。當年水災後不久報導，廟前的榕樹長達五台尺見方，又樹枝密集，災民逃奔上樹而獲救。直到1962年由林如斌首倡將正殿土角壁改為磚壁，復建翼房。
1966年，草屯鎮長洪錫恩欲拓寬月眉段道路，需砍除之前八七水災救人的龍德廟大榕樹左側樹枝，引起住民反對。當道路開工前幾天，一輛卡車將榕樹左側樹枝撞下，因此洪鎮長就前往廟宇感謝神明。
1970年由管理人六房林金興首倡重修主神神像，醵資五千餘元，聘六房林榮彬、林祈洽父子重修，林鎮河亦於當年醵資五萬餘元復建左護龍。1976年醵資七十餘萬元聘鬚房林國益重修，並復建左護龍，翌年完工，恢復水災前之舊貌。
在大長房林忠、文房林捷鎮、六房黃東盈等人之奔走下，廟宇獲內政部指定為三級古蹟。1985年被文建會列為三級古蹟後，撥款二千萬元進行整修工程。1991年10月，由漢光建築師事務所開始動工修復，1993年12月完工。
九二一地震，牌樓受損，於2008年重建，2010年1月24日舉行落成典禮，南投縣副縣長陳志清和上百名信眾觀禮。
2011年4月，縣府將廟方的「刑期無刑」匾登入南投縣一般古物，次年文建會會勘討論後決議，以以「具有史事重要淵源」、「品質精良且數量稀少」的標準指定為「重要古物」，成為全臺灣繼國立故宮博物院等公立博物館之外，第一件獲得「重要古物」法定身分的私有古物。

## 傳說故事
戴潮春事件時，草屯林氏領袖林錫爵與草屯洪氏的洪欉為姻親關係，洪欉加入戴潮春陣營並在北勢湳起事，林錫爵卻未加入。清軍丁曰健率軍自同治三年（1864年）九月十日從府城出發，至十二月二十一日攻破北勢湳洪營期間，途中經過月眉厝。因平定後，丁曰健送了少見寫「刑期無刑」的匾額給龍德廟，當地衍生了這三人與龍德廟有關的傳說。
一傳說又名「洪六頭」的洪欉率兵攻打月眉厝，當抵達牛埔頭隘門口時，龍德廟保生大帝派遣三十六位鐵甲兵守護，因此洪欉撤退。此後每年農曆七月二十九，廟方準備三十六碗酒肉及馬草、水，犒賞兵將，月眉厝庄民亦於當日舉行小普。
又相傳月眉厝有一內應女奸細劉罕，草屯溪州埤人，將一封書信暗藏於竹柺杖內，準備通報洪欉，但被保生大帝降乩抓到，在廟口起出信件，然後殺之。之後，林錫爵將保生大帝大老爺神像請至宅中，依其指示行事，連戰皆勝。洪欉就買通六房的人士，要他偷請廟內的二老爺神像過來，但下手時，手指卻黏在神像上，而被逮捕。當保生大帝降乩欲殺該人，但因乩差屬於別房，另抓乩差同為六房的人士，以六房人殺六房人，這才使人信服。
還有傳言戴潮春原歸降一位王姓官員，但被丁曰健先將戴潮春殺死搶功。皇帝知道此事後，便命令丁曰健續剿其餘黨洪欉，如未能成功，自行斷頭謝罪。之後，丁曰健行軍經龍德廟，保生大帝降旨乩童攔轎，但無所指點，就暫宿林錫爵宅一晚。翌日，丁、林兩人備香案再向保生大帝請示，得到要在北勢湳五里外按兵不動，等候時機。於是丁曰健依其指示行事，並假扮相士探聽到洪欉母舅，恐嚇其造反者將株連姻親三族，母舅乃前往外甥家下啞巴藥毒害洪欉，而導致洪之陣營失和內亂，最終抓到洪欉。皇帝得知是龍德廟保生大帝顯靈相助，乃下詔丁將功補罪：「賜汝刑期無刑」。平定後，丁曰健親赴龍德廟掛匾，卻以腳踢廟的門檻。
學者以史料分析，負責鎮壓的霧峰林家林文察與丁曰健不合，確實有爭功之事，並且沒將林錫爵的功勞上報，因此民間才衍生出上述丁曰健搶功的情節，而此匾額是要林錫爵警惕。

## 祭祀活動
1975以前由草屯林姓六房頭輪祀，即大長房、六房、七房、鬚房、塘房與鵝房，由於異姓人口逐漸增加，1975年成立管理委員後，以後外姓才加入，成七腳頭，輪流卜頭家爐主在每年三月十五日神誕。像是林枝木在1990年代就當過主委。廟方有二老爺會、三老爺會及四老爺會，因廟之主神保生大帝俗稱「老爺公」，故其分身稱二老爺等。
除主祀保生大帝外，還祭祀關聖帝君、城隍爺、媽祖與送子觀音。 
其中大長房、七房、六房有關老爺祀田，塘房、鬚房、文房有觀音媽祀田。舉凡龍德廟及南北投埔林氏家廟的開支皆由兩者平均分攤，稱為「兩平公」。
每年元宵節，廟方在送子觀音殿放置一個綁有許多小紅花的大花燈，燈下則擺設龍椅，欲求子的夫妻先向保生大帝上香後，兩人坐在龍椅上，讓花燈在頭上壓三次，鑽完花燈後，丈夫再從花燈上取下一朵紅花戴在妻子頭上，隨即完成求子儀式，若順利求得子，隔年須回贈一隻雞答謝，稱作「新丁雞」。因祈願者多，新丁雞變成選美比賽，除了比重量還要看外型和體格。

## 外部連結
- 月眉厝龍德廟的Facebook專頁
- 台灣宗教文資產 月眉厝龍德廟 （页面存档备份，存于）
- 草屯鎮農會 月眉厝龍德廟 （页面存档备份，存于）
- 文化部 月眉厝龍德廟